# قوه قضائیه جمهوری اسلامی ایران
قوهٔ قضائیهٔ جمهوری اسلامی ایران، قوه‌ای مستقل است که پشتیبان حقوق فردی و اجتماعی و مسئول تحقق بخشیدن به عدالت در ایران است.
رئیس قوهٔ قضائیه توسط رهبر جمهوری اسلامی ایران به مدت ۵ سال به این سمت منصوب می‌شود که باید عادل و آگاه به امور قضایی و مدیر و مدبّر و مجتهد باشد. ریاست قوهٔ قضائیه را از ۱۴۰۰ غلامحسین محسنی اژه‌ای بر عهده دارد.
سیستم قضایی سراسری در ایران برای اولین بار توسط عبدالحسین تیمورتاش در زمان رضا شاه اجرا شد و با تغییرات بیشتر در دوره پهلوی دوم ایجاد شد.
پس از انقلاب ۱۳۵۷، این سیستم بسیار تغییر کرد. اکنون قانون حقوقی بر اساس قوانین اسلامی یا شرع تنظیم شده است، اگرچه بسیاری از جنبه‌های قانون مدنی حفظ شده و در یک سیستم حقوقی قانون مدنی ادغام شده است. طبق قانون اساسی جمهوری اسلامی، قوه قضاییه در ایران «یک قدرت مستقل است». کل سیستم حقوقی - «از دیوان عالی کشور گرفته تا دادگاه‌های منطقه ای، تا دادگاه‌های محلی و انقلابی» - تحت اختیار وزارت دادگستری است، اما علاوه بر وزیر دادگستری و رئیس دیوان عالی کشور، همچنین یک رئیس قوه قضاییه منصوب جداگانه وجود دارد. لوایح مجلس مربوط به قانون اساسی توسط شورای نگهبان بررسی می‌شود.
۱ اسفند ۱۴۰۲ هک سرورها و افشای میلیونها سند محرمانه قوه قضائیه جمهوری اسلامی توسط گروه «عدالت علی» صورت گرفت.

## تاریخچه

### اسلام
به گفته یکی از محققان، اجرای عدالت در ایران تا چند وقت اخیر بوده است
تکه ای از اقتدار متعارض که به راحتی دوخته شده و به‌طور مکرر مورد تحقیق قرار گرفته است که در آن منابع مختلف و گاه متعارض قوانین اسلامی - حقوقدانان، قضات واقعی و مقامات قانون غیر اسلامی پادشاه - در مورد حوزه‌های قضایی خود با یکدیگر اختلاف داشتند. . ...
بعضی از جنبه‌های قانون همیشه در دست آخوندها بود … آخوند روستا در امور ازدواج، طلاق و ارث داور طبیعی بود؛ و حقوقدان عالیقدر، برای انجام وظیفه ای که برای آن بزرگوار بود، در مورد موارد حقوقی که با آنها مشاوره شده است، نظر داد. در بین آخوند روستا و مشاور حقوقی، آخوندهایی با دادگاه وجود داشتند که اگرچه بعضاً توسط دولت سلطنتی مجازات می‌شدند، اما قدرت آنها به اعتبار قاضی آخوند رئیس بسیار بیشتر یا بیشتر از مجازات دولت بستگی داشت.
از قرن شانزدهم میلادی، ایران تنها کشوری در جهان بوده است که اسلام شیعه را به عنوان دین رسمی خود در نظر گرفته است، بنابراین اصول کلی نظام حقوقی آن تا حدودی با سایر کشورهایی که از قوانین اسلامی پیروی می‌کنند متفاوت است.

از جمله راه‌های مختلف، تفاوت قانون در ایران و سایر کشورهای مسلمان با قوانین اروپا به دلیل نبود یک قانون واحد بود. «سیزده قرن سنت اسلامی - به ویژه شیعه - سنت» از حقوقدانان خواست تا براساس حقوقی که در مورد وضعیت مورد قضاوت اعمال می‌شود، تصمیمات خود را براساس آموزش حقوقی خود قرار دهند. در قوانین سنتی اسلامی نیز تجدیدنظری وجود نداشت.
با کشف حکم دیگری از سوی یک حقوقدان دیگر، «کشف» حکم قانون از سوی یک حقوقدان باطل نمی‌شد. فقط خدا می‌توانست بین آنها یکی را انتخاب کند، و تا قیامت (یا در مورد شیعه، بازگشت امام دوازدهم) خداوند موضوع را به حقوقدانان واگذار کرده بود و اولین قضاوت واقعی قطعی بود، زیرا در غیر این صورت عقبگرد بی‌نهایت نظرات بدون هیچ قضاوت نهایی. برای شیعه، … مقاومت در برابر یک کد نوشته شده حتی بیشتر بود. حق وکالت مشاور در توصیف قانون به روش خاص خود اصل آموزه ای بود که در اواخر قرن هجدهم مکتب وکالت را احیا کرده بود. "
از نظر سیستم قضایی، تغییرات تا پایان قرن نوزدهم کاملاً جزئی بود.

### قرن بیستم
از وقایع مهم تاریخ دادگستری ایران در دوران مدرن می‌توان به انقلاب مشروطه ۱۹۰۶ اشاره کرد که اولین قانون اساسی و منشور حقوق، سقوط قاجارها و ظهور سلسله پهلوی در دهه ۱۹۲۰، هنگام الحاق به یک سازمان قضایی مدرن به یکی از بزرگ‌ترین چالشهای ایران و انقلاب اسلامی تبدیل شد.

#### رژیم کاپیتولاسیون
همزمان با شروع احساس قدرت نظامی و فناوری اروپا در ایران، غربی‌ها اصرار داشتند که در دادگاه‌های ایران رفتار ویژه ای داشته باشند. این امر به صورت معاهدات بین اکثر دولتهای اروپایی و ایران انجام شده است که نیاز به حضور در دادگاه هر اروپایی در ایران نماینده نماینده کشور متبوع آن اروپایی است، که تصمیم دادگاه ایران را غیرقابل امضا می‌کند و بدون امضای «تصمیم» دادگاه ایران هیچ تأثیری نخواهد داشت». اروپاییان بر این حق وتو قانونی اصرار داشتند - «رژیم کاپیتولاسیون» نامیده می‌شد - به این دلیل که ایران فاقد کد قانونی نوشته شده است تا «هیچ‌کس نمی‌دانست خارجی‌ها با چه قوانینی قضاوت می‌شوند.» ایران از روال سنتی اسلامی پیروی می‌کند که هر قاضی تفسیر خاص خود را از قانون اسلامی برای یک دادخواست خاص، بدون حق تجدیدنظر، ارائه می‌دهد.
ایرانیان به‌طور کلی با این کاپیتولاسیون مخالفت می‌کردند و ایرانیان سکولار مانند محمد مصدق می‌خواستند یک قانون مکتوب ثابت ایجاد کنند که به اعتقاد آنها نه تنها به تسلیم پایان می‌دهد بلکه ساخت یک کشور قدرتمند و یکپارچه را تسهیل می‌کند.

#### رضا شاه
در دوره سلطنت رضاشاه تغییرات زیادی در سیستم قضایی ایران ایجاد شد و ایجاد قانون مدون ثابت با دادگاه‌های تجدیدنظر یکی از آنها بود. در مارس ۱۹۲۶، وزیر امور قضایی دکتر علی اکبر خان داور با تصویب پارلمان، کل دادگستری ایران را منحل کرد و موجی از اصلاحات اساسی و اصلاحات اساسی را با کمک کارشناسان دادگستری فرانسه آغاز کرد. در آوریل ۱۹۲۷، ایران ۶۰۰ قاضی تازه منصوب شده در تهران داشت. داور متعاقباً از طریق برنامه ای شامل آموزش ۲۵۰ قاضی، سعی در گسترش سیستم جدید به سایر شهرهای ایران داشت.
رضاشاه اصلاحات قانونی خود را به عنوان «آزمایش‌های آزمایشی» نشان می‌داد و به قضات شرعی اجازه می‌داد که دادگاه‌های خود را برای مواردی مانند ارث نگه دارند. با این حال، در سال ۱۹۳۶، سیستم جدید دائمی شد و دادگاه‌های مذهبی منسوخ شدند. برخی از جنبه‌های قانون شرع نیز به‌طور غیررسمی در قوانین کیفری حفظ شده است، به عنوان مثال غرامت هنوز به‌طور غیررسمی به شیوه ای مشابه دیه داده می‌شد، در عوض بخشش حکم اعدام قتل در برخی موارد.

### جمهوری اسلامی
در سال ۱۹۷۹ و بعد از سقوط سلسله پهلوی، نظام جمهوری اسلامی بر روی کار آمد. در حالی که انقلاب قوه قضائیه پهلوی را به‌طور کامل از هم نپاشید، اما حقوقدانان تحصیل کرده سکولار را "با تحصیلات حوزوی" جایگزین کرد و ویژگیهای بیشتری از شریعت را در قوانین ایالتی - به ویژه قانون مجازات "تدوین کرد. قاضیان زن نیز برکنار شدند (اگرچه آنها هنوز می‌توانند وکیل باشند، یا بعد از سال ۱۹۹۷، قاضی ثانویه در پرونده‌های مدنی باشند).
بین سالهای ۱۹۷۹ و ۱۹۸۲، کل دادگستری قبل از انقلاب پاکسازی شد و «دادگاه‌های انقلاب» که در هر شهر مستقر بودند، جایگزین وظایف آنها شد. این دادگاه‌ها دربارهٔ «قانون اسلامی» حکم صادر کردند، اما در عمل ناعادلانه، مغرضانه بودند و قضات بی تجربه و غالباً بی کفایت بودند. به دلیل اقدامات سیاسی و جنایی بسیاری از افراد اعدام یا مجازات‌های سختی برای آنها صادر شد. هیچ تجدیدنظری هم صورت نگرفت و دادگاه‌ها اغلب در یک «دادگاه» غیر ارتدوکس چند دقیقه طول می‌کشید. در سال ۱۹۸۲، سیستم دادگاه عادی دوباره احیا شد، اما قضات اکنون در قوانین اسلامی آموزش دیده‌اند. دادگاه‌های انقلاب با حکم در موارد «امنیت ملی» مانند قاچاق مواد مخدر و جنایات سیاسی و «ضدانقلاب»، بخشی از این سیستم دادرسی شدند و «بازوی قضایی رژیم» محسوب شدند. در سال ۱۹۸۲، در پاسخ به تهدیدهای کودتای نظامی، «دادگاه انقلاب نظامی» جداگانه تشکیل شد که به پرونده‌های نظامی رسیدگی می‌کرد. قانون قصاص (Qisas) سال ۱۹۸۲ جایگزین بخشهایی از قانون مجازات عمومی (۱۹۲۴) شد.

## سیستم قضایی کنونی ایران

### ساختار سیستم قضایی
قانون اساسی جمهوری اسلامی در سال ۱۹۷۹ خواستار این شد که قوه قضاییه "یک قدرت مستقل" باشد و آن را به "تحقیق و صدور حکم دربارهٔ شکایات؛ نظارت بر اجرای صحیح قوانین؛ کشف جرایم، پیگرد قانونی، مجازات" متهم کرد؛ و مجرمان را مجازات کردند. " "اقدامات مناسب" برای جلوگیری از جرم و اصلاح مجرمان.
رئیس قوه قضائیه، که به انگلیسی به عنوان «رئیس دادگستری ایران» نیز شناخته می‌شود، «مجتهدی عادل» منصوب شده توسط مقام رهبری است و برای «مدت پنج سال» خدمت می‌کند. او مسئول «ایجاد ساختار سازمانی» سیستم قضایی است. «تهیه لوایح قضایی» برای پارلمان؛ استخدام، اخراج، ارتقا و تعیین قضات. بدون محاکمه نمی‌توان قضات را عزل کرد.
طبق گفته هانت جانین و آندره کالمایر، اختیارات قضایی طبق قانون اساسی به دیوان عالی کشور و شورای عالی چهار نفره دادگستری واگذار شده است.

مطابق اصل ۱۶۰ قانون اساسی:
وزیر دادگستری در همه امور مربوط به روابط بین قوه قضائیه از یک سو و قوای مجریه و مقننه از سوی دیگر، مسئولیت دارد. … رئیس قوه قضائیه می‌تواند اختیارات کامل را به وزیر دادگستری در زمینه‌های مالی و اداری و استخدام پرسنلی غیر از قضات واگذار کند.
وزیر توسط رئیس‌جمهور از لیست نامزدهای پیشنهادی رئیس قوه قضائیه انتخاب می‌شود.
رئیس دیوان عالی کشور و دادستان کل کشور همچنین "فقط مجتهدین" "معرفی شده" توسط رئیس قوه قضائیه "با مشورت با قضات دیوان عالی کشور" هستند و برای مدت پنج سال خدمت می‌کنند.

### ساختار دادگاه
به گفته لوئیزا ماریا گونتوسکا، ساختار دادگاه‌های ایران شامل دادگاه‌های انقلاب، دادگاه‌های عمومی، دادگاه‌های صلح و دادگاه‌های عالی استیناف است. ۷۰ شعبه دادگاه‌های انقلاب وجود دارد. دادگاه‌های عمومی متشکل از مدنی (۲۰۵)، مدنی ویژه (۹۹)، جنایتکار درجه یک (۸۶) و کیفری کلاس دوم (۱۵۶) است. دادگاه‌های صلح به دادگاه‌های عادی (۱۲۴)، و دادگاه‌های صلح مستقل (۱۲۵) و شورای عالی قضایی ایران (۲۲) تقسیم می‌شوند.
ساختار دادسرا
دادسراها، از جمله آن نهادهای قضایی می‌باشند که دارای وظیفه مشخصی بوده و در تمامی حوزه‌های قضایی شهرستانها وجود دارد. وظیفه دادسرا شامل کشف جرم، تعقیب متهم، اجرای احکام کیفری و ارسال و ارائه مدرک مربوطه به پرونده می‌باشد. در راس دادسرا دادستان قرار دارد که بالاترین مقام در دادسرا می‌باشد و ریاست آن را بر عهده دارد. پس از وی معاونان قرار دارند که در خصوص احکام دادسرا به دادستان کمک کرده و در غیبت دادستان وی جانشین دادستان می‌شود. در مقام بعدی بازپرس قرار دارد که عهده‌دار تحقیقات میدانی جرم، جمع‌آوری و بررسی ادله جرم می‌باشد. دادرس وظیفه رسیدگی به کیفرخواست می‌باشد و دادیار هم که پایین‌ترین مقام است که تمامی اقدامات او باید تحت نظر دادستان صورت بگیرد.

#### عمل
دادگاه‌های جمهوری اسلامی بیش از آنکه یک سیستم خصمانه انگلستان باشد، بر اساس یک سیستم تفتیش عقاید مانند آنچه در فرانسه وجود دارد، بنا شده است. قاضی، داور است و در مورد حکم تصمیم‌گیری می‌کند. در پرونده‌های جدی، دو قاضی ثانویه دیگر و در پرونده‌های مربوط به مجازات اعدام، چهار قاضی ثانویه دیگر به او کمک می‌کنند. دادستان عمومی نیز وجود دارد. با این حال، طبق ماده ۱۶۸ قانون اساسی ایران، در موارد خاص مربوط به رسانه‌ها، هیئت منصفه مجاز به داوری است. قاضی دارای قدرت مطلق است. در عمل، قضات ممکن است تحت فشار پرونده‌ها قرار بگیرند و وقت کافی برای استدلال در مورد هر پرونده را نداشته باشند. کلیه قضات دارای گواهینامه قوانین اسلامی و ایران هستند.

#### دادگاه‌های روحانیت
مقاله اصلی: دادگاه ویژه روحانیت
احکام دادگاه ویژه روحانیت که مستقل از چارچوب قاضی منظم عمل می‌کند و فقط در برابر رهبر ایران پاسخگو هستند نیز قطعی است و از طریق سیستم عادی دادگاه تجدیدنظر قابل تجدیدنظر نیست بلکه فقط از طریق سازوکار تجدیدنظر داخلی است که حکم قاضی باید موافقت کند پرینستون میرجام کونکلر می‌نویسد "دشوار است که بفهمیم چگونه SCC، با توجه به وضعیت حقوقی خود در خارج از هرگونه بررسی پاسخگو و شفاف توسط یک دفتر دولتی غیر از دفتر رهبری، می‌تواند به ابزار اصلی رهبران عالی برای انضباط و روحانیون مخالف را تحت تعقیب قرار دهید. " دادگاه ویژه روحانیت به جنایاتی که گفته می‌شود توسط روحانیون مرتکب شده‌اند رسیدگی می‌کند، گرچه پرونده‌هایی را نیز شامل افراد غیر روحانی کرده است.

#### دادگاه‌های انقلاب
دادگاه‌های انقلاب اسلامی دسته‌های خاصی از جرائم را مورد محاکمه قرار می‌دهند، از جمله جرایم علیه امنیت ملی، قاچاق مواد مخدر و اعمالی که گفته می‌شود جمهوری اسلامی را تضعیف می‌کند.
اندکی پس از سرنگونی سلطنت، دادگاه‌های انقلاب در شهرهای بزرگ با دو دادگاه در پایتخت تهران تأسیس شدند - یکی در زندان قصر و اوین، و یک دادگاه مسافر برای صادق خلخالی، که به دلیل مجازات‌های سختش (اغلب اعدام) به قصاب انقلاب معروف بود. دادگاه‌های ریاست دادگاه‌ها روحانیانی بودند که توسط خود خمینی منصوب شده بودند. تصمیماتی که دادگاه‌های انقلاب می‌گرفتند در ابتدا قطعی بودند و قابل تجدیدنظرخواهی نبودند و بنابراین آنچه را که از وزارت دادگستری و سیستم تجدیدنظر در آن باقی مانده بود، دور زدند. در سال ۱۹۸۹ قانونی تصویب شد که اجازه تجدیدنظر در دیوان عالی کشور را صادر می‌کند. اگر فرجام خواهی به رسمیت شناخته شود، پرونده مجدداً رسیدگی می‌شود. با این حال بسیاری از قضات دادگاه انقلاب روحانی نیستند.
حداقل در ابتدا دادگاه‌های انقلاب با دادگاه‌های استاندارد قانون غرب با محدود کردن دادرسی به چند ساعت و گاهی چند دقیقه تفاوت داشتند. متهمان را می‌توان بر اساس "شهرت مردمی" مجرم دانست. مفهوم وکیل مدافع به عنوان "پوچ گرایی غربی" رد شد. اتهامی که به‌طور گسترده‌ای علیه متهمان اعمال می‌شد اما برای برخی از افراد ناآشنا بود، "کاشتن فساد در زمین" بود (mofsed-e-filarz). این موارد شامل انواع جرائم - "" توهین به اسلام و روحانیت "،" مخالفت با انقلاب اسلامی "،" حمایت از پهلوی‌ها "و" تضعیف استقلال ایران "با کمک به کودتای ۱۹۵۳ و دادن امتیازهای تسلیم به قدرت‌های شاهنشاهی". بین سالهای ۱۹۷۹–۱۹۸۹، دادگاه‌های انقلاب حکم اعدام حداقل ۱۰٬۰۰۰ نفر از اعضای گروه‌های مخالف ضدانقلاب را صادر و دیگران را به جرایمی مانند قاچاق مواد مخدر، زنا، لواط، آدم‌ربایی، "برهم زدن نظم عمومی" به اعدام محکوم کرد؛ و "تروریسم". دانستن اینکه چه تعداد زندانی سیاسی واقعی اعدام شده‌اند دشوار است، زیرا غالباً کسانی که به جرایم سیاسی اعدام شده‌اند نیز به "قاچاق مواد مخدر" یا "لواط" متهم شده‌اند.
در سال ۱۹۸۲، با تهدیدهای مداوم کودتای نظامی، دادگاه انقلاب نظامی ایجاد شد.
در دهه ۱۹۹۰، اعدامهای سیاسی کمتر متداول شد، اما چیزی غیرقابل شنیده نبوده و تا قرن ۲۱ نادر است، که عمدتاً در موارد مخالفت رژیم «مسلحانه» یا «مربوط به شورش» انجام می‌شود. تعلق داشتن به یک گروه مخالف «مسلح» ضد رژیم نیز می‌تواند منجر به صدور حکم اعدام شود. در سالهای اخیر، دادگاه‌های انقلاب بیشتر شبیه دادگاه‌های عادی هستند، گرچه آنها هنوز از نظر سیاسی متحد رهبر هستند نه دادگاه‌های عمومی عادی و بی‌طرف. بارها، دادگاه‌های انقلاب در کنار دادگاه‌های عمومی وجود دارند. آنها همچنین همچنان پرونده‌های سیاسی و امنیت ملی و همچنین قاچاق مواد مخدر، قاچاق و «برهم زدن نظم عمومی» را محاکمه می‌کنند.
همچنین، سیاوش خشنود فرد (علی اکبر)، نویسنده، محقق و فعال اجتماعی، در پی اعتراضات کازرون در ۱۶ مه ۲۰۱۸، چهارشنبه دستگیر شد و به اتهام اخلال در نظم عمومی و امنیت علیه رژیم در ۸ اکتبر ۲۰۱۸ بازداشت، محاکمه، بازجویی و شکنجه شد.

### سیستم زندان
نظام زندانی ایران توسط جمهوری اسلامی «متمرکز و به شدت گسترش یافت». تحت زندانهای شاه به‌طور جداگانه توسط ساواک، پلیس شهری و ژاندارمری اداره می‌شد. رژیم جدید مدیریت آنها را «به شورای نظار سه روحانی» سپرد.
در تهران، هر چهار زندان محل نگهداری مخالفان سیاسی گسترش یافت. اوین «با دو بلوک جدید شامل شش بند و ششصد سلول انفرادی» بزرگ شد، بنابراین می‌تواند «۶۰۰۰ زندانی دیگر» را در خود جای دهد. قزل حصار نیز گسترش یافت. ساخت زندان جدید گوهر دشت از زمان شاه آغاز شده بود، «با صدها سلول انفرادی و بخشهای بزرگ که بیش از ۸۰۰۰ زندانی در آن اسکان داشتند» به پایان رسید.
با وجود این ظرفیت جدید، زندان‌های ایران «تا سال ۱۹۸۳ به‌طور جدی شلوغ شده بود». زندان کومیته که برای ۵۰۰ نفر ساخته شده بود، ۱۵۰۰ زندانی داشت. زندان اوین که برای ۱۲۰۰ ساخته شده است، دارای ۱۵۰۰۰ زندان بود. قزل حصار، با هزینه ۱۰٬۰۰۰، ۱۵٬۰۰۰ ساخته شده است؛ و زندان گوهر دشت که برای ۸۰۰۰ ساخته شده بود، ۱۶۰۰۰ زندان داشت. در همین حال، «قصر که ۱۵۰۰ خانه را در ۱۹۷۸ در خود جای داده بود، بیش از ۶۰۰۰ نفر داشت».
حداقل زندانیان سیاسی در جمهوری اسلامی نسبت به دوران پهلوی به گفته کسانی که طعم هر دو را چشیده بودند، در زندان سخت‌تر بود. "کسی که از هر دو جان سالم به در برد، می‌نویسد که چهار ماه زیر سلطنت [اسدالله لاجوردی] چهار سال زیر بار ساواک گرفت. زندانیان سیاسی" به‌طور مداوم با تبلیغات از هر طرف بمباران می‌شدند … رادیو و تلویزیون مدار بسته … بلندگوهایی که صدا می‌زدند تمام سلولها حتی در سلولهای انفرادی و "تابوتها" [جایی که برخی از زندانیان در آنجا نگهداری می‌شدند] … جلسات ایدئولوژیک. "هرگونه مطالب خواندنی از نوع سکولار مانند رمان نویسان غربی، یا حتی مطالب مذهبی که از نظر ایدئولوژیک با اسلام موافق نباشد. جمهوری مانند کارهای علی شریعتی ممنوع شد. حداقل در زندان اوین جشن نوروز ایرانی ممنوع شد. در ادبیات زندان دوران پهلوی، کلمات تکراری "بی حوصلگی" و "یکنواختی" بود. در جمهوری اسلامی، آنها "ترس"، "مرگ"، "وحشت"، "وحشت" بودند و بیشترین "کابوس" (کابوس) "بودند. در دهه ۲۰۰۰ زندگی در زندان به مراتب بهتر بود، اگرچه هنوز شکنجه‌هایی علیه زندانیان سیاسی (حتی به جرم مجرمان) انجام می‌شد. اما گفته می‌شود که پس از انتخابات جنجالی سال ۲۰۰۹، وضعیت زندانیان سیاسی رو به وخامت گذاشته است.
اگرچه در قوانین شریعت کلاسیک به حبس اشاره نشده است، اما زندانها در ایران بسیار مورد استفاده قرار می‌گیرند. به‌طور معمول، به عنوان مجازات اختیاری از قانون مدنی داده می‌شود. در موارد دیگر، متهم یک حکم تبعید دریافت می‌کند، که در زندان اجرا می‌شود.

### حرفه وکالت
به گفته بانکار و ضیایی، تاریخ کانون وکلا Bar ایران (کانون وکالی-یک دادگستری) "را می‌توان در دوره پس از انقلاب مشروطه ۱۹۰۶، که یک سیستم حقوقی مدرن در ایران ایجاد شد، جستجو کرد. IBA در سال ۱۹۱۵ تاسیس شد و تا سال ۱۹۵۳ که شخصیت حقوقی به آن اعطا شد، تحت نظارت سیستم قضایی سازمان می‌یافت. این سازمان به عنوان یک سازمان مدنی مستقل برای بیست و هفت سال آینده فعالیت داشت، تا اینکه در سال ۱۹۸۰ توسط دولت انقلابی بسته شد و صفوف و پرونده‌های آن پاکسازی شد. در سال ۱۹۹۱ مجدداً تحت کنترل رئیس قوه قضاییه بازگشایی شد و در سال ۱۹۹۷ با پیروزی رئیس جمهور خاتمی […] در استقلال انتخابات استقلال خود را دوباره به دست آورد. از آن زمان، تعداد وکلا به طور پیوسته افزایش یافته و به ۶۰٬۰۰۰ نفر رسیده است، و شاید به طور قابل توجهی تعداد زیادی از زنان از وکالت عبور کرده و به حرفه وکالت پیوسته‌اند. " "از انقلاب ۱۹۷۹، IBA در تلاش است تا استقلال خود را از دادگستری حفظ کند. به عنوان بخشی از این درگیری، هیئت وکلای جدیدی توسط دولت ایران در سال ۲۰۰۱ ایجاد شد و طبق ماده ۱۸۷ قانون برنامه سوم توسعه اقتصادی، اجتماعی و فرهنگی (تصویب شده در مه ۲۰۰۰) "مجاز به ارائه پرونده در دادگاه" بود. [...] این گروه، که عضویت آنها در سال ۲۰۱۴ بیش از ۲۰٬۰۰۰ نفر تخمین زده شد، رسماً به عنوان مشاوران حقوقی قوه قضاییه شناخته می‌شوند. "

## وظایف قوهٔ قضائیه
1. رسیدگی و صدور حکم در مورد تظلمات، تعدیات، شکایات، حل و فصل دعاوی و رفع خصومات و اخذ تصمیم و اقدام لازم در آن قسمت از امور حسبیه که قانون معین می‌کند.
2. احیای حقوق عامه و گسترش عدل و آزادی‌های مشروع
3. نظارت بر حسن اجرای قوانین
4. کشف جرم و تعقیب و مجازات و تعزیر مجرمان و اجرای حدود و مقررات مدون جزایی اسلام
5. اقدام مناسب برای پیشگیری از وقوع جرم و اصلاح مجرمان[۶]

#### ایجاد تشکیلات لازم دردادگستری
1. تعیین لوایح قضایی متناسب با جمهوری اسلامی
2. استخدام قضات عادل و شایسته و عزل و نصب آن‌ها و تغییر محل مأموریت و تعیین مشاغل و ترفیع آنان[۶]

## رؤسای قوهٔ قضائیهٔ ایران پس از انقلاب اسلامی
| # | رئیس دیوان عالی کشور                    | رئیس دیوان عالی کشور                    | بازه            | بازه          | دوره           | وزیر دادگستری     |
| # | رئیس دیوان عالی کشور                    | رئیس دیوان عالی کشور                    | از              | تا            | دوره           | وزیر دادگستری     |
| - | --------------------------------------- | --------------------------------------- | --------------- | ------------- | -------------- | ----------------- |
| ۱ | سید مهدی سجادیان                        |                                         | ۱۵ فروردین ۱۳۵۸ | ۴ اسفند ۱۳۵۸  | یک دوره ناتمام | اسدالله مبشری     |
| # | رئیس دیوان عالی کشور و شورای عالی قضایی | رئیس دیوان عالی کشور و شورای عالی قضایی | بازه            | بازه          | دوره           | رهبر              |
| # | رئیس دیوان عالی کشور و شورای عالی قضایی | رئیس دیوان عالی کشور و شورای عالی قضایی | از              | تا            | دوره           | رهبر              |
| ۲ | سید محمد حسینی بهشتی                    |                                         | ۴ اسفند ۱۳۵۸    | ۷ تیر ۱۳۶۰    | یک دوره ناتمام | سید روح‌الله خمینی |
| ۳ | سید عبدالکریم موسوی اردبیلی             |                                         | ۸ تیر ۱۳۶۰      | ۲۳ مرداد ۱۳۶۸ | دو دوره ناتمام | سید روح‌الله خمینی |
| # | رئیس قوهٔ قضائیهٔ ایران                   | رئیس قوهٔ قضائیهٔ ایران                   | بازه            | بازه          | دوره           | رهبر              |
| # | رئیس قوهٔ قضائیهٔ ایران                   | رئیس قوهٔ قضائیهٔ ایران                   | از              | تا            | دوره           | رهبر              |
| ۴ | محمد یزدی                               |                                         | ۲۴ مرداد ۱۳۶۸   | ۲۳ مرداد ۱۳۷۸ | دو دوره        | سید علی خامنه‌ای   |
| ۵ | سید محمود هاشمی شاهرودی                 |                                         | ۲۴ مرداد ۱۳۷۸   | ۲۳ مرداد ۱۳۸۸ | دو دوره        | سید علی خامنه‌ای   |
| ۶ | صادق لاریجانی                           |                                         | ۲۴ مرداد ۱۳۸۸   | ۱۶ اسفند ۱۳۹۷ | دو دوره ناتمام | سید علی خامنه‌ای   |
| ۷ | سید ابراهیم رئیسی                       |                                         | ۱۶ اسفند ۱۳۹۷   | ۱۰ تیر ۱۴۰۰   | یک دوره ناتمام | سید علی خامنه‌ای   |
| ۸ | غلامحسین محسنی اژه‌ای                    |                                         | ۱۰ تیر ۱۴۰۰     | در حال تصدی   | در حال تصدی    | سید علی خامنه‌ای   |

## معاونان اول قوهٔ قضائیهٔ ایران
معاون اول قوه قضائیه همان قائم‌مقام رئیس است و از نظر سازمانی معاونت مستقلی ندارد. در حال حاضر حمزه خلیلی این سمت را در اختیار دارد.
1. محمدهادی مروی (۱۳۷۸–۱۳۸۳)
2. سید ابراهیم رئیسی (۱۳۸۳–۱۳۹۳)
3. غلامحسین محسنی اژه‌ای (۱۳۹۳–۱۴۰۰)
4. محمد مصدق کهنموئی (۱۴۰۰–۱۴۰۲)
5. حمزه خلیلی (۱۴۰۳-اکنون)

## تشکیلات قضایی در ایران

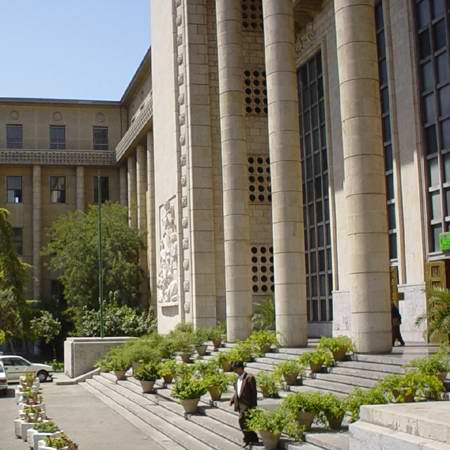
کاخ دادگستری

از جمله دستگاه‌های زیر نظر قوهٔ قضاییه در ایران ارگان ها و سازمان های نامبرده در زیر است که اکثر نهادهای نامبرده تحت عنوان شورای عالی قوه‌قضائیه به‌صورت هفتگی تشکیل جلسه می‌دهند.
- دادگاه نخستین (حقوقی و کیفری)
- دادگاه تجدید نظر
- دیوان عالی کشور
- دادستانی کل کشور
- دادسرا و دادگاه عالی انتظامی قضات
- دادگاه ویژه روحانیت
- دادگاه انقلاب
- دیوان عدالت اداری
- سازمان قضایی نیروهای مسلح
- سازمان ثبت اسناد و املاک کشور
- دادگستری استان‌ها
- سازمان پزشکی قانونی
- سازمان بازرسی کل کشور
- سازمان زندان‌ها و اقدامات تأمینی و تربیتی کشور
- معاونت حقوقی قوه قضائیه[۱۰]

دیگر نهادهای تابعه نیز عبارتند از: روزنامه رسمی، خبرگزاری میزان، پژوهشگاه قوه قضائیه، دانشگاه علوم قضایی و خدمات اداری، مرکز وکلا، کارشناسان رسمی و مشاوران خانواده قوه قضائیه (موکم).

## شورای عالی نظارت
این شورا در دی ۱۴۰۰ تشکیل شد.

## انتقاد و مسائل حقوق بشر
در سالهای آغازین و پرآشوب تر جمهوری اسلامی، تعداد زیادی از زندانیان سیاسی اعدام شدند. در سال ۱۹۷۹ بیش از ۸۰۰ نفر اعدام شدند. بین سالهای ۱۹۸۱ و ۱۹۸۵، ۷۹۰۰ نفر اعدام شدند. در سال ۱۹۸۸، اعدام دسته جمعی زندانیان سیاسی با اعدام بین ۴۵۰۰ تا ۵۰۰۰ زندانی انجام شد. اکثریت قریب به اتفاق اعدام شدگان (۹۰٪) زندانیان سیاسی بودند، اگرچه بسیاری از اعدامها تحت حمایت جرایمی مانند «قاچاق مواد مخدر»، «تروریسم» یا «لواط» انجام شد.
ایران مانند ۷۴ کشور دیگر در جهان مجازات اعدام را اجرا می‌کند. ایران به عنوان یک کشور عضو کنوانسیون بین‌المللی حقوق مدنی و سیاسی (ICCPR) و کنوانسیون حقوق کودک (CRC)، متعهد شده است که کسی را به جرم ارتکابی در سن کمتر از ۱۸ سال اعدام نکند، اما همچنان به اجرای چنین اعدامهایی ادامه می‌دهد و یکی از تنها شش کشوری است که در جهان چنین عملی را انجام می‌دهد. مطابق ماده ۶ قانون مجازات بین‌المللی حقوق مدنی (ICCPR)، «مجازات اعدام برای جرایمی که توسط اشخاص زیر هجده سال ساخته شده مجازات نخواهد بود».
روش‌های قانونی اعدام حلق آویز کردن، تیراندازی، سنگسار، گردن زدن و پرتاب از بلندی است. با این حال، در عمل فقط حلق آویز توسط مقامات تأیید می‌شود (گروه‌های تیراندازی برای بسیاری از جنایات نظامی / سیاسی تا دهه ۱۹۹۰ مورد استفاده قرار می‌گرفتند). سوابق کمی در مورد قمه زنی یا پرتاب اعدام‌ها وجود دارد. سنگسار به ندرت مورد استفاده قرار می‌گرفت، اما در سالهای اخیر در عمل به عنوان مجازات برداشته شده است. در سال ۲۰۱۲، قانون مجازات اصلاح شد تا سنگسار به عنوان مجازات رسماً حذف شود (اگرچه از نظر فنی هنوز هم می‌تواند در شرایط نامشخص اعمال شود). اگر جرم جدی بود، اعدام می‌توانست در ملا public عام و در محل جنایت انجام شود.
نابرابری جنسیتی
یکی از شکایاتی که منتقدان از سیستم حقوقی ایران (و به‌طور کلی قانون شریعت) دارند این است که مردان دو برابر زنان دیه (دیه) دریافت می‌کنند. گرچه در برخی شرایط این واقعیت دارد، تقریباً همیشه دیه بین قربانی (یا خانواده اش) و خانواده مرتکب مذاکره می‌شود. در نتیجه، به‌طور کلی مقدار دیه داده شده با مقدار «رسمی» متفاوت است و در عمل زنان دیه مساوی دریافت می‌کنند. در سال ۲۰۰۸، ایران رسماً دیه را در موارد بیمه برابر کرد.
ارتداد
اگرچه در ایران رسماً جرم محسوب نمی‌شود، اما در برخی موارد افراد می‌توانند به جرم ارتداد مورد پیگرد قانونی قرار گیرند. مجازات اعدام برای مردان و حبس ابد برای زنان است. برای جرایم سیاسی نیز استفاده شده است.
در نوامبر ۲۰۰۲، هاشم آغاجاری، استاد دانشگاه و از جانبازان جنگ ایران و عراق، پس از سخنرانی در گفتگو با ایرانیان مبنی بر «پیروی کورکورانه» از روحانیون، به جرم ارتداد متهم و سپس به اعدام محکوم شد. اما پس از طوفان اعتراضات مردم عمومی، سیاستمداران اصلاح طلب و مدافعان حقوق بشر، این حکم بعداً به سه سال حبس تعویض شد و آغاجاری طی چند ماه مشروط شد. محکومیت‌های ارتداد گاهی نه تنها به دلیل چشم پوشی آشکار از دین به دنیا آمدن فرد، بلکه همچنین به دلیل انتقاد از حکومت روحانیت (مانند مورد آغاجاری)، بدنام کردن اسلام، تغییر دین از اسلام، تلاش برای دور کردن دیگران از اسلام، و سایر دلایل. بدین ترتیب، تعریف قانونی ارتداد منوط به تفسیر فردی قاضی است. تعریف سنتی دین گریزی فقط مربوط به کسانی است که در یکی از ادیان قانونی شناخته شده متولد شده‌اند - اسلام، یهودیت، مسیحیت و آیین زرتشت. به عنوان مثال، آیین بهائی از نظر قانونی به رسمیت شناخته نشده است و پیروان آن دین به موجب فضول مرتد قلمداد می‌شوند. همچنین اقلیت‌های مذهبی در ایران را ببینید.
اصلاحات
بسیاری از ایرانیان خواستار اصلاحات لازم در سیستم قضایی، در درجه اول در سیستم زندان (مانند ضرب و شتم) و زندانیان سیاسی هستند.
سیاستمداران اصلاح طلب در گذشته سعی در به چالش کشیدن مجازات اعدام و همچنین اجرای قانون در مورد استفاده غیرقانونی از شکنجه در زندان‌ها داشته‌اند. روزنامه نگاران و مدافعان حقوق بشر در ایران که سعی در آگاهی بخشی از این موضوعات دارند، معمولاً مانند زندان اکبر گنجی، به زندان و مجازات اعدام منجر می‌شوند. در ۱۸ دسامبر ۲۰۰۳، رئیس‌جمهور محمد خاتمی اظهار داشت، «من مجازات اعدام را دوست ندارم، اگرچه اگر یک مورد وجود داشته باشد که باید اعدام شود، عادلانه‌ترین پرونده برای صدام خواهد بود. اما من هرگز چنین آرزویی نمی‌کنم.»
با توجه به قدرت و دامنه نهادهای ولایت فقیه (ولایت روحانیت)، که شامل شورای نگهبان و دفتر رهبری و همچنین قوه قضائیه است، نهادهای منتخب مانند مجلس و دفتر رئیس‌جمهور اغلب به دلیل قانون اساسی بودن قادر به اعتراض نیستند.
عدم رسیدگی درست به برخی از پرونده‌ها
در اصل این ناداوری‌ها به زمان انتصاب صادق خلخالی به عنوان رئس و حاکم شرع دادگاه‌های انقلاب بر می‌گردد. او در زمانی که این عنوان را دارا بود بیش ۵۰۰ نفر از مقامات دولتی و لشکری از جمله امیرعباس هویدا و نادر جهانبانی اشاره کرد. خلخالی گاهی اوقات با دادن اتهاماتی که آن شخص مرتکب نشده شخص مرد نظر را با پسوند مفسد فی الارض اعدام کرد؛ مثلاً او به دروغ نادر جهانبانی را متهم به فساد مالی و عباسعلی خلعتبری را به دفن کردن تفاله اتمی در زمین کرده بود. او همچنین تجاوز به زندانیان مرد و زن آزاد و زنان زندانی را با پاسدارها صیغه می‌کرد. او سپس در جریان شورش کردها به سنندج رفت و حکم اعدام ۹۴ نفر را صادر کرد. او سپس توسط شهید بهشتی از سمت خود برکنار و سپس به عنوان رئیس ستاد مبارزه با مواد مخدر مشغول به کار شد و آن جا هم دست به اعدام‌های گسترده زد که پس از مرگ خمینی از عرصه سیاست کنار رفت و غائله اعدام‌های او به اتمام رسید. در سال ۱۳۶۷ و پس از عملیات مرصاد خمینی دستور رسیدگی به پرونده‌های زندانیان سیاسی را در اولویت خود قرار داده و سپس در نامه ای خواستار رسیدگی به این موضوع توسط قضات برجسته ایران شد. سپس کمیته ای در راستای رسیدگی به این پرونده‌ها تشکیل شد. أنان در تابستان ۶۷ بیش ۴۰۰۰ نفر را اعدام کردند. از جمله دیگر این ناداوری‌ها به عدم رسیدگی به پرونده قتل‌های زنجیره‌ای ایران در دهه هفتاد بود. با وجود این که در طی این پرونده بیش از ۸۰ نفر از روشنفکران، دگراندیشان، سیاستمداران، نویسندگان و شهروندان عادی با روشهای مختلفی از جمله کاردآجین کردن با چاقو، شیاف پتاسیم، تزریق ماده سمی به منظور ایست قلبی، خفه کردن با طناب و تصادفات ساختگی و تیراندازی در سرقت‌های مسلحانه به دست عوامل وزارت اطلاعات به قتل رسیدن اما قوه قضاییه فقط قتل چهار تن از آنان را به رسمیت شناخت و همچنین دو وزیر اطلاعات در زمان قتل‌ها یعنی علی فلاحیان و قربانعلی دری نجف‌آبادی هیچوقت بازپرسی نشدند. همچنین همه متهمان قتل‌های زنجیره ای با وجود گرفتن حکم کیفری آزاد هستند. سپس سعید امامی متهم ردیف اول این پرونده به‌طور مشکوکی در زندان درگذشت که قضات این پرونده از جمله محمد نیازی به جای پیدا کردن قاتل او گفتند که او با خوردن واجبی خودکشی کرده است. در ادامه این مسائل سعید حجاریان طعمه ترور ناموفقی قرار گرفت که ضارب او یعنی سعید عسگر تنها یک سال حبس کشید که این مسئله موجب اعتراض وکیل حجاریان به این موضوع بود. در سال ۱۳۸۲ یک خبرنگار به نام زهرا کاظمی در زندان کشته شد. اعلام شد که او بر اثر غش و بی حالی اصابت سر به زمین مرده است و تنها متهم این پرونده یعنی سعید مرتضوی آزاد هست. در سال ۱۳۸۰ تعداد از مردم کرمان در طی قتل‌های محفلی کرمان به قتل رسیدند که مشخص شد اعضای بسیج کرمان در این قتل‌ها دست داشته‌اند. مقتولان در طی دادگاه مهدورالدم خوانده شده و متهمین تبرئه شدند.

## معاونت‌ها
معاون اول قوه قضائیه همان قائم‌مقام رئیس است و از نظر سازمانی معاونت مستقلی ندارد. در حال حاضر حمزه خلیلی این سمت را به عهده دارد.
همچنین رئیس سازمان ثبت اسناد و املاک کشور هم یکی دیگر از معاونان قوهٔ قضائیه محسوب می‌شود.
سایر معاونان در تشکیلات سازمانی معاونت دارند که در جدول فهرست شده‌اند:
| عنوان                                | نقش و توضیحات | فعلی                     |
| ------------------------------------ | --- | ------------------------ |
| معاونت حقوقی و امور مجلس             | ادارهٔ کل تدوین لوایح و امور مجلس ادارهٔ کل امور حقوقی مدیریت نظارت بر وکلا، کارشناسان، مشاوران و مترجمان رسمی مسابقات فقهی | سید بهزاد پورسید         |
| معاونت راهبردی و فناوری              | ادارهٔ کل تشکیلات و طبقه‌بندی مشاغل ادارهٔ کل بهبود روش‌ها و فرایندها                                                         | سید محمد صاحبکار خراسانی |
| معاونت منابع انسانی و امور فرهنگی    | | حمیدرضا موحدی            |
| معاونت امور بین‌الملل و حقوق بشر      | | ناصر سراج                |
| معاونت آمار و فناوری اطلاعات         | | محمد کاظمی‌فرد            |
| معاونت مالی، پشتیبانی و عمرانی       | | ابراهیم شاهرخیان         |
| معاونت اجتماعی و پیشگیری از وقوع جرم | | علی‌اصغر جهانگیر          |

#### معاونت حقوقی قوه قضائیه
معاونت حقوقی قوه قضائیه از معاونت‌های قوه قضائیه است که طبق اصل ۱۵۸ قانون اساسی جمهوری اسلامی ایران تهیه لوایح قضایی را تحت نظارت رئیس قوه قضائیه بر عهده دارد از وظایف این معاونت ارسال لوایح قضایی به مجلس، دفاع از دعاوی له یا علیه دستگاه قضایی، آسیب‌شناسی قوانین، پاسخ به استعلامات قضایی، ترجمه رسمی مدارک، روزنامه رسمی جمهوری اسلامی ایران و … است.

#### افراد منصوب
1. علی رازینی مرداد ۱۳۸۸- شهریور ۱۳۹۳[۱۶]
2. ذبیح‌الله خدائیان شهریور ۱۳۹۳- اردیبهشت ۱۳۹۸[۱۷]
3. محمد مصدق کهنموئی اردیبهشت ۱۳۹۸- تیر ۱۴۰۰[۱۸]
4. نورالله قدرتی شهریور ۱۴۰۰- دی ۱۴۰۱
5. بهزاد پورسید دی ۱۴۰۱- اکنون[۱۴]

## نیروی انسانی
تعداد کارمندان این نهاد در سال ۱۳۹۷ بالغ بر ۸۷٬۹۸۶ نفر برآورد شده است که از این تعداد، ۵۶٬۲۳۳ نفر به عنوان نیروی رسمی، ۱۹٬۵۹۸ نفر در قالب نیروی پیمانی و مابقی، به عنوان نیروی قراردادی مشغول به کار می‌باشند.

## برنامهٔ توسعهٔ قضایی
یکی از برنامه‌های قوهٔ قضائیه تحت عنوان توسعهٔ قضایی تدوین لوایح قضایی بوده است که در حوزهٔ معاونت حقوقی قوه قضائیه مشغول به انجام آن بوده‌اند از جمله معاونان متصدی این مقام:
1. علی رازینی ۱۳۸۸–۱۳۹۳[۱۶]
2. ذبیح‌الله خدائیان ۱۳۹۳-اردیبهشت ۱۳۹۸[۱۷]
3. محمد مصدق کهنموئی اردیبهشت ۱۳۹۸-تیر ۱۴۰۰[۱۸]
4. نورالله قدرتی شهریور ۱۴۰۰- دی ۱۴۰۱
5. بهزاد پورسید دی ۱۴۰۱ -اکنون

لایحه‌های مصوب عبارتند از:
1. لایحهٔ قانون مجازات اسلامی (کلیات، حدود، قصاص و دیات) که تحت عنوان قانون مجازات اسلامی در سال ۱۳۹۲ به تصویب نهایی مجلس رسید.[۲۰]
2. لایحهٔ آیین دادرسی کیفری که تحت عنوان قانون اصلاح قانون آیین دادرسی کیفری در سال ۱۳۹۴ پس از ارسال معاونت حقوقی قوهٔ قضائیه که ذبیح‌الله خدائیان عهده‌دار این سمت بود ارسال و به تصویب مجلس رسید.[۲۱]
3. لایحهٔ رسیدگی به جرائم اطفال و نوجوانان؛ بعداً در قالب موادی از قانون مجازات اسلامی و قانون آیین دادرسی کیفری به تصویب مجلس شورای اسلامی رسید.
4. لایحهٔ پیشگیری از وقوع جرم که تحت عنوان قانون پیشگیری از وقوع جرم در سال ۱۳۹۴ به تصویب مجلس رسید.[۲۲]
5. لایحهٔ جرائم رایانه‌ای که تحت عنوان قانون جرایم رایانه‌ای در سال ۱۳۸۸ به تصویب مجلس رسید.[۲۳]
6. قانون اصلاح قانون بیمهٔ اجباری مسئولیت مدنی دارندگان وسیلهٔ نقلیهٔ موتوری زمینی مصوب ۱۳۴۷ که در سال ۱۳۸۷ به تصویب مجلس رسید.[۲۴]
7. قانون شوراهای حل اختلاف که ابتدا در سال ۱۳۸۷ برای اجرای آزمایشی به تصویب مجلس رسید و نهایتاً در سال ۱۳۹۴ به تصویب نهایی رسید.[۲۵]
8. لایحهٔ نحوهٔ اجرای محکومیت‌های مالی که تحت عنوان قانون نحوهٔ اجرای محکومیت‌های مالی در سال ۱۳۹۴ به تصویب مجلس رسید.[۲۶]
9. لایحهٔ حمایت از خانواده که تحت عنوان قانون حمایت از خانواده در سال ۱۳۹۱ به تصوب مجلس رسید.[۲۷]
10. لایحهٔ پیش‌فروش ساختمان که تحت عنوان قانون پیش‌فروش ساختمان در سال ۱۳۸۹ به تصویب مجلس رسید.[۲۸]
11. لایحهٔ آیین دادرسی دیوان عدالت اداری که تحت عنوان قانون تشکیلات و آیین دادرسی دیوان عدالت اداری در سال ۱۳۹۲ به تصویب مجلس رسید.[۲۹]
12. لایحهٔ نظارت انتظامی بر رفتار قضایی قضات که تحت عنوان قانون نظارت بر رفتار قضات در سال ۱۳۹۰ به تصویب مجلس رسید.[۳۰]
13. لایحهٔ پیشگیری و مبارزه با جرائم مواد مخدر و روانگردان که تحت عنوان اصلاحیهٔ قانون اصلاح قانون مبارزه با مواد مخدر در سال ۱۳۸۹ به تصویب مجمع تشخیص مصلحت نظام رسید.[۳۱]
14. لایحهٔ حمایت از کودکان و نوجوانان که تحت عنوان قانون حمایت از اطفال و نوجوانان در سال ۱۳۹۷ در زمان تصدی ذبیح‌الله خدائیان بعنوان معاون حقوقی قوهٔ قضائیه به مجلس ارسال و در حال تصویب در مجلس می‌باشد.[۳۲]
15. لایحهٔ اصلاح قانون آیین دادرسی مدنی
16. لایحهٔ اصلاح قانون تعزیرات حکومتی
17. لایحهٔ تجارت
18. لایحهٔ آیین دادرسی تجاری
19. لایحهٔ اصلاح قانون صدور چک
20. لایحهٔ تشکیلات قضایی دادگستری و دیوانعالی کشور
21. لایحهٔ قضازدایی و حذف برخی از عناوین مجرمانه از قوانین
22. لایحهٔ تبدیل سازمان زندان‌ها و اقدامات تأمینی و تربیتی به سازمان اجرای احکام کیفری
23. لایحهٔ اداری
24. لایحهٔ وکالت دادگستری
25. لایحهٔ مجازات‌های اجتماعی جایگزین زندان
26. لایحهٔ تشکیل مرکز داوری و میانجی‌گری ایران
27. لایحهٔ حمایت از بزه‌دیدگان
28. لایحهٔ رسیدگی به جنایات بین‌المللی
29. لایحهٔ پلیس قضایی

در مجلس دهم هشت لایحه در دستور بررسی قرار دارد که عبارتند از لایحهٔ قانون تجارت، لایحهٔ آئین دادرسی تجاری، لایحهٔ اصلاح قانون آیین دادرسی مدنی، لایحهٔ حمایت از کودکان و نوجوانان، لایحهٔ تشکیل پلیس قضایی، لایحهٔ جامع وکالت، لایحهٔ حمایت از مالکیت صنعتی و لایحهٔ قضازدایی و حذف برخی عناوین مجرمانه از قوانین

## هک سرورهای قوه قضائیه
افشای میلیونها سند محرمانه قوه قضائیه جمهوری اسلامی توسط گروه «عدالت علی» صورت گرفت. در ۱ اسفند ۱۴۰۲ این گروه اعلام کرد به سامانه مدیریت پرونده‌های قضایی دست پیدا کرده که برخی از اسناد محرمانه به دست آمده به جلسه شورای امنیت و بررسی ابعاد امنیتی پس از کشته شدن مهسا امینی مربوط است که میراحمدی نامه‌ای برای دیگر مقامات نظامی، امنیتی ارسال کرده که در آن تأکید کرده نباید در این باره نباید تجمع‌های خیابانی شکل بگیرد. در یک سند دیگر قوه قضائیه جمهوری اسلامی در اوایل خیزش و اعتراض‌های ۱۴۰۱، ۶۶ خبرنگار و روزنامه‌نگار را دستگیر کرده بود که از این تعداد ۳۸ نفر در تهران و ۲۸ تن در شهرهای دیگر بازداشت شدند.

## حضور برخط
پروژه‌های مربوط به نهادهای حکومتی یا دولتی ایران برای شرکت‌های خصوصی معمولاً با هزینهٔ پایین انجام می‌شود، اگرچه اجرای برخی پروژه‌ها با هزینهٔ بالایی همراه بوده‌اند. «سامانهٔ مدیریت پرونده‌های قضایی شورای حل اختلاف» استان گلستان که یک CMS یا سامانهٔ مدیریت محتوا بوده است سال ۱۳۸۸ با هزینهٔ ۴۰ میلیون تومان انجام شد.

## همکاری با دانشگاه
گفته شده که در پیشینهٔ این قوه و عباس جعفری‌دولت‌آبادی، دادستان تهران، وارد کردن اتهامات به برخی فعالان مدنی به عنوان اتهامات امنیتی وجود دارد، البته این منابع اضافه می‌کنند که این افراد سپس آزاد شده‌اند.
از جمله این موارد می‌توان به اتهام همکاری با دانشگاه سواز لندن (مدرسهٔ مطالعات مشرق‌زمین و آفریقا) اشاره کرد. این دانشگاه از قدیم همکاری خوبی با دانشگاه‌های رسمی ایران از جمله دانشگاه فردوسی مشهد در زمینهٔ رشتهٔ زبان و ادبیات فارسی، یا مرکز طلاب و اسلامی-حوزوی مرکز پژوهشی جامعهٔ المصطفی (به عربی: جامعة المصطفی العالمیة) داشته است.
برخی از استادان دانشگاهی مانند سیّد کمال سیّد جوادی استادیار مرکز آموزش عالی میراث فرهنگی سال ۱۳۸۱ و ۸۲ با این دانشگاه همکاری داشته یا تحصیل کرده‌اند. با یک جستجوی ساده در اینترنت بر روی وبگاه‌های دانشگاه‌های ایران می‌توان به سادگی حجم انبوهی از سوابق استناد یا همکاری متقابل دانشگاه‌های ایران و انگلستان به منظور پیشبرد مطالعات فرهنگی به‌واسطهٔ این دانشگاه را مشاهده کرد: (به انگلیسی: [SOAS OR "سواز"] site:ac.ir) از جمله کارآفرینی و اشتغال زنان، و مطالعات اسلامی .»

## سازمان‌های زیردست
برخی از سازمان‌های زیردست قوه قضائیه عبارتند از:
- دادگاه‌ها و دادسراهای عمومی و انقلاب
- دادسرا و دادگاه عالی انتظامی قضات
- دادستانی کل کشور
- دیوان عالی کشور
- دیوان عدالت اداری
- سازمان بازرسی کل کشور
- سازمان قضایی نیروهای مسلح
- سازمان زندان‌ها و اقدامات تأمینی و تربیتی کشور
- سازمان ثبت اسناد و املاک کشور
- سازمان پزشکی قانونی
- پژوهشگاه قوه قضائیه

## پیوندها به بیرون
- وبگاه جدید «قوه قضائیهٔ ایران»
- درگاه خدمات الکترونیک قضایی قوه‌قضائیه
- وبگاه قدیمی «قوه قضائیهٔ ایران»